# Michael Wenzel Halbax

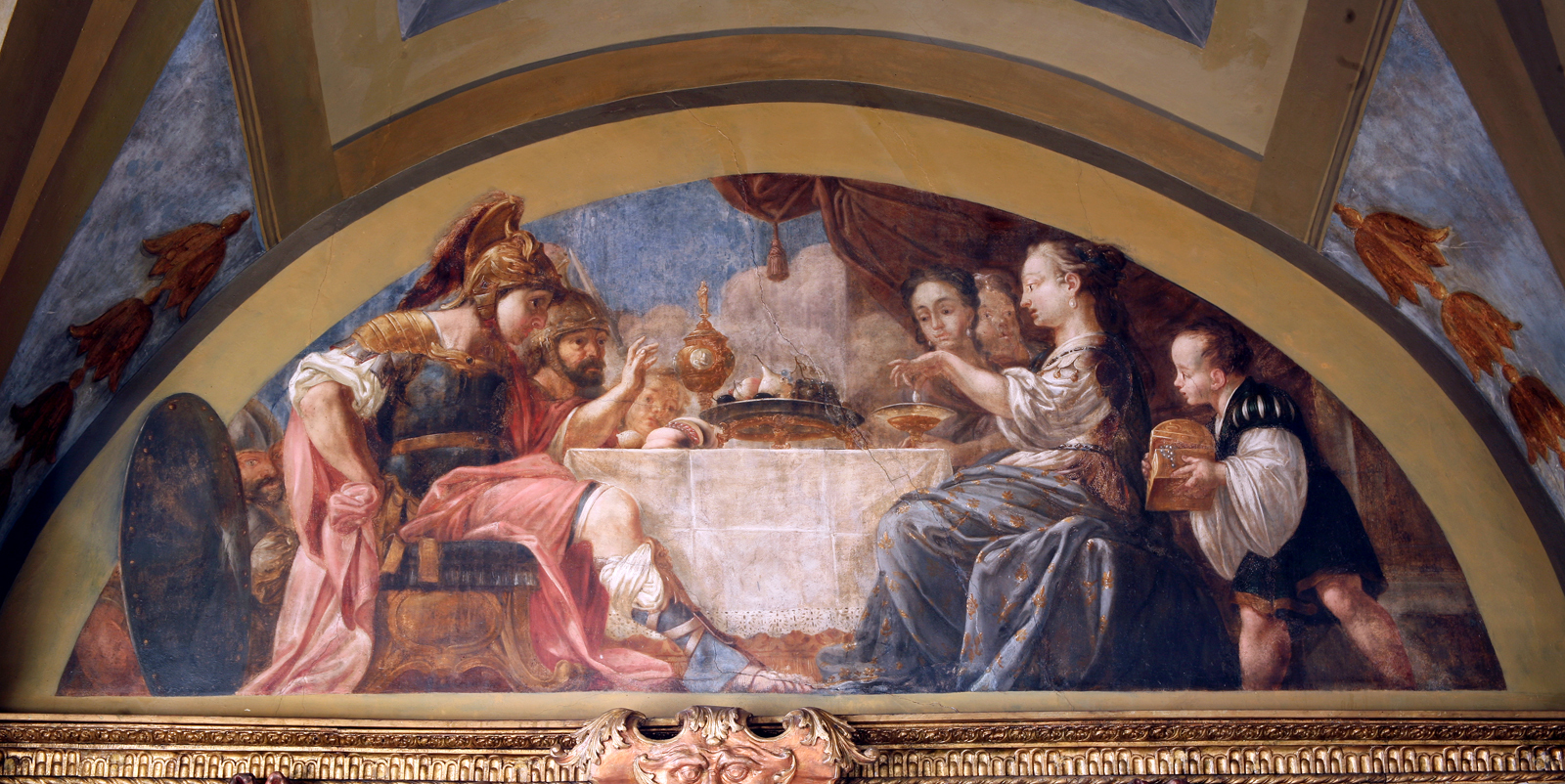
Gastmahl bei Antonius und Kleopatra (Schloss Zákupy)

Michael Wenzel Halbax (tschechisch Michael Václav Halbax, auch Halwachs, Halwax, Halpax, Holbwox, * 1661 in Ebenfurth; † 1. August 1711 in St. Florian, Österreich ob der Enns) war ein tschechisch-österreichischer Kirchenmaler.
Michael Wenzel Halbax war Schüler des in Venedig tätigen Malers Johann Carl Loth (Carlo Lotti), später Hofmaler des Kaisers Leopold I. Während des Aufenthaltes in Venedig begegnete er dort Johann Michael Rottmayr und Peter Strudel.
In Prag verbrachte er den Zeitraum von 1686 bis 1694 und von 1700 bis 1709. Nach 1700 wurde er Mitglied der Malergilde in der Prager Altstadt. Dort wurde er von den Werken des Malers Karel Škréta beeinflusst. Gemeinsam mit Franz Maximilian Kaňka und Franz Preiss versuchte er 1707, in Prag eine Kunstakademie zu gründen. Nach dem misslungenen Versuch wanderte er 1709 nach Linz aus.
Gemeinsam mit Wenzel Nosecký, dem Vater von Siard Nosecký, schuf er Wand- und Deckenmalereien im Schloss Zákupy.
Zu seinen Schülern gehörte u. a. Wenzel Lorenz Reiner. Sein Einfluss ist auch in den Werken seines Neffen Franz Gregor Ignaz Eckstein und Siard Nosecký bemerkbar.
Sein Sohn Georg Joseph Halbax (1693–1768) war Komponist und Theaterdichter und ab 1716 Augustiner-Chorherr im Stift Sankt Florian.